# دراج گردن‌زرد
دراج گردن‌زرد (نام علمی: Pternistis leucoscepus) نام یک گونه از سرده دراج‌های کبکی است.

## نگارخانه

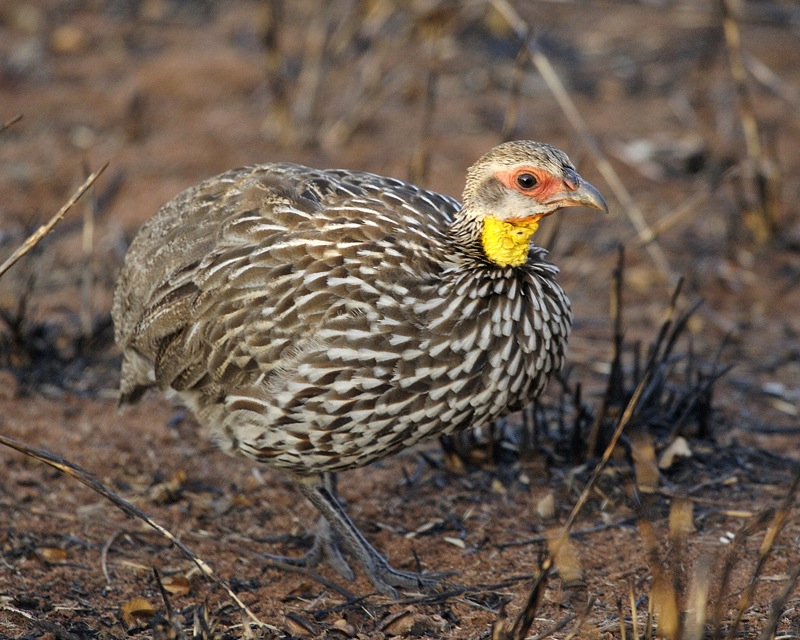
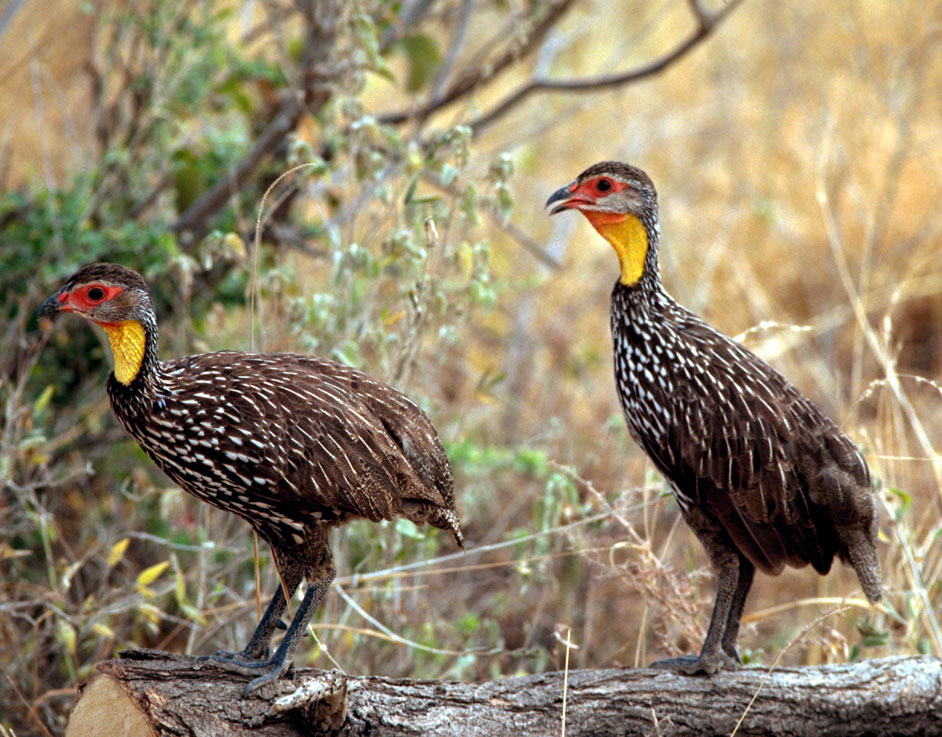
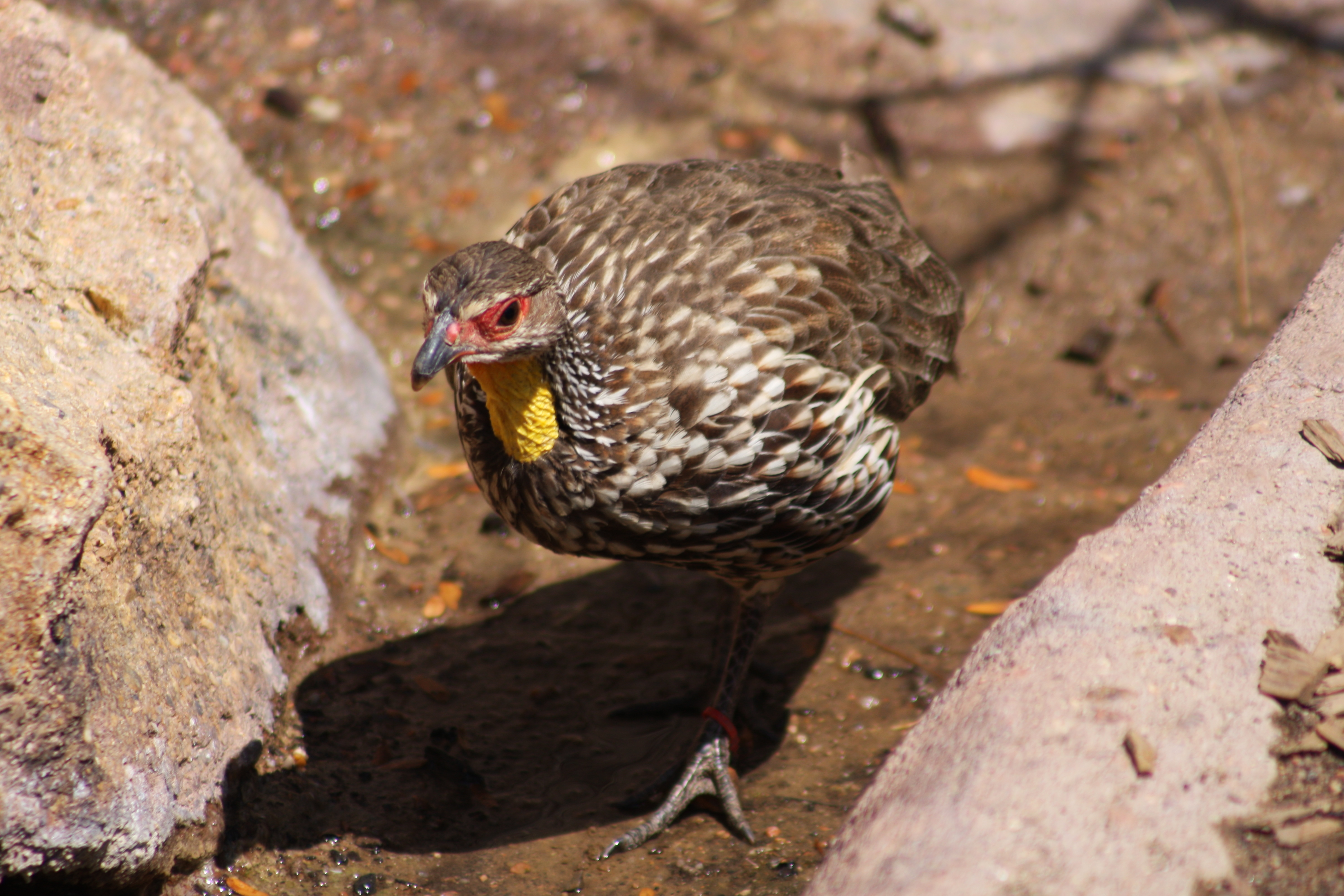
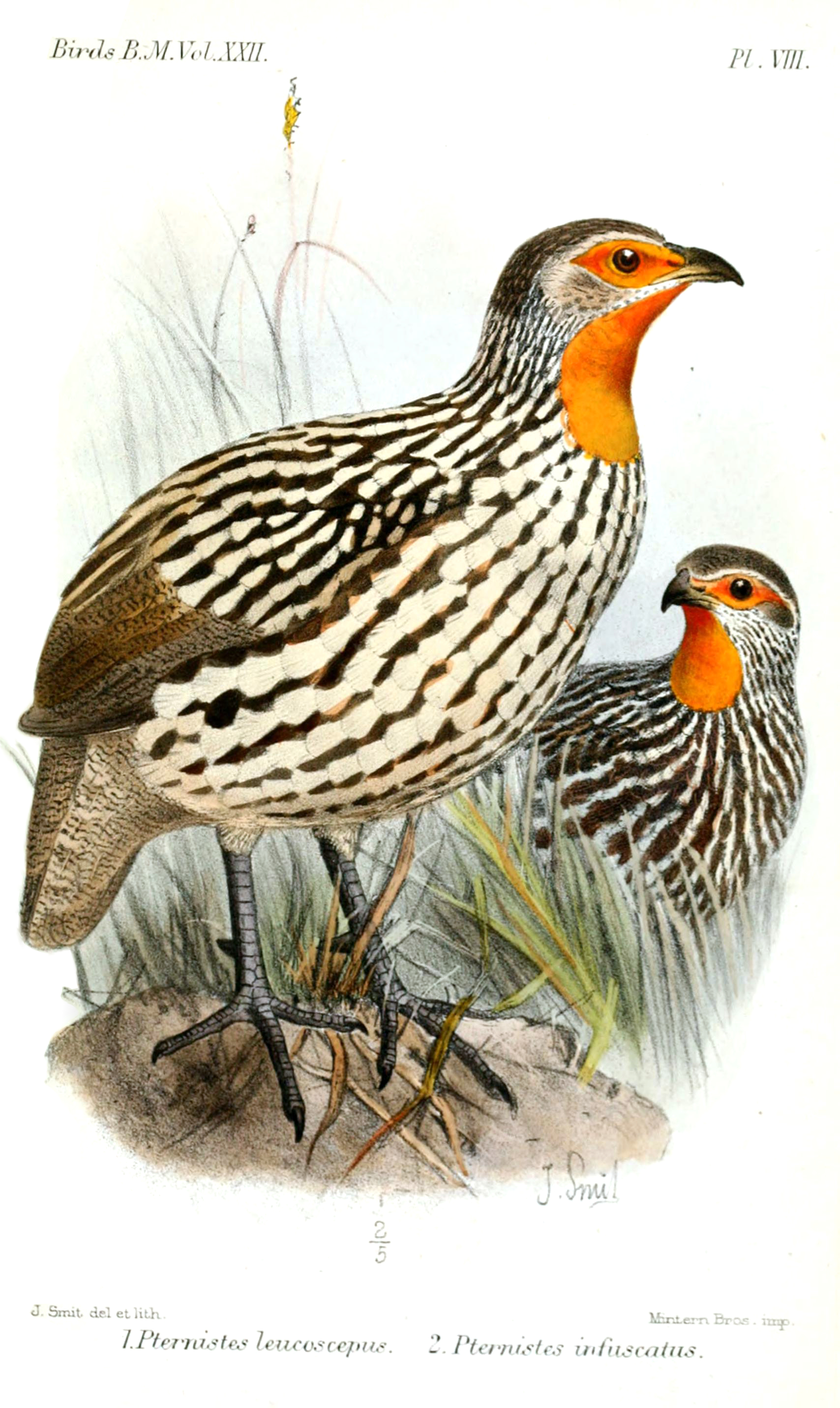